# Semaine sainte à Popayán
La Semaine Sainte à Popayán est un événement religieux catholique qui a lieu durant la semaine sainte à Popayán, en Colombie. Des processions ont lieu durant cette semaine-là qui commémorent la passion et la mort de Jésus-Christ. 
Le 30 septembre 2009, « Les processions de la Semaine sainte à Popayán » ont été inscrites sur la liste représentative du patrimoine culturel immatériel de l'humanité par l'UNESCO.